# Charaxes obudoensis
Charaxes obudoensis är en fjärilsart som beskrevs av V.S. 1969. Charaxes obudoensis ingår i släktet Charaxes och familjen praktfjärilar. Inga underarter finns listade i Catalogue of Life.